# ジェルベルガ・ディ・マコン
ジェルベルガ・ディ・マコン（Gerberga di Mâcon, 940年頃 - 986/91年）もしくはジェルベルガ・ディ・シャロン（Gerberga di Châlon）は、二度の結婚によりイタリア王妃（950年 - 963年）、イヴレーア辺境伯妃（965年 - 970年）、ブルゴーニュ公妃（971/5年 - 986/91年）となった女性。
フランス語名はジェルベルジュ・ド・マコン（Gerberge de Mâcon)、もしくはジェルベルジュ・ド・シャロン（Gerberge de Châlon）。

## 家系
ジェルベルガの祖先については数説が議論された。ジェルベルガの両親はランベール・ド・シャロンとその妃であるブルゴーニュ公ジルベール公女でモー伯ロベール・ド・ヴェルマンドワ未亡人アデライードとする説が一般的に支持されてきた。
というのも、ジェルベルガの息子オットーネ＝グリエルモが後にマコン伯位を継承したことから、一部の学者はジェルベルガはむしろマコン伯家の子孫であるに違いないと誤解した説を主張し、それが一般化した。
しかし、オットーネ＝グリエルモがマコン伯となり得たのは先代マコン伯未亡人エルマントルド・ド・ルシーとの結婚による恩恵であり、マコン伯家との血族関係によるものではない。

## 結婚
ジェルベルガの初婚の夫はイタリア王アダルベルト2世であった。 956年ごろに結婚し、5子に恵まれたとされ、少なくとも以下2人の子女は明確な記録が残されている。
その内2人が後述のブルゴーニュ伯となったオットーネ＝グリエルモ（フランス語名:オット=ギヨーム）とモンフェッラート侯アンセルモ1世と結婚したジゼッラである。
971年から975年の間にアダルベルト2世と死別した後、ジェルベルガは、フランス王ユーグ・カペーの弟ブルゴーニュ公アンリ1世と再婚した。
ジェルベルガとアンリ１世は子女に恵まれず、アンリには自分の嗣子となる子女がいなかったため、妃ジェルベルガと前夫アダルベルト2世の王子オットーネ＝グリエルモを養子にし、ソーヌ川対岸のブルゴーニュ公領を継承させブルゴーニュ伯オット=ギヨームとした。 